# Khil Raj Regmi
Khil Raj Regmi (en nepalí: खिलराज रेग्मी, 31 de mayo de 1949) es un juez nepalí que ocupó el cargo de Primer ministro de Nepal desde el 14 de marzo de 2013 hasta el 11 de febrero de 2014. Hasta su nombramiento era el presidente del Tribunal Supremo.

## Carrera
Comenzó su carrera judicial en 1972 como oficial de sección en el Tribunal Supremo. En 1974 logró la plaza de juez de distrito, ocupando diversos tribunales hasta 1985 cuando regresó al Tribunal Supremo como secretario adjunto. A partir de 1991 desempeñó el puesto de juez principal en varios tribunales de apelación hasta 2003 cuando fue nombrado juez del Tribunal Supremo. El 6 de mayo de 2011 fue nombrado presidente de este tribunal sustituyendo a Ram Prasad Shrestha.

### Primer ministro
Tras la incapacidad de la primera Asamblea Constituyente para realizar una Constitución debió disolverse el gobierno presidido por Baburam Bhattarai. En febrero de 2013 el Partido Comunista Unificado de Nepal (Maoísta) lo propuso para liderar el gobierno que supervisaría las elecciones a la nueva Asamblea Constituyente. El 19 de febrero los cuatro principales partidos llegaron a un acuerdo para formar este gobierno, presidido por Regmi. Según el acuerdo logrado se formó un gobierno interino con la única función de convocar y supervisar las elecciones que se celebrarían a principios de junio, retrasadas más adelante a noviembre.